# Tirepied-sur-Sée
Tirepied-sur-Sée est une  commune française, située dans le département de la Manche en région Normandie, peuplée de 953 habitants.
Elle est créée le 1er janvier 2019 sous le statut de commune nouvelle après la fusion de Tirepied et La Gohannière.

## Géographie
| Le Parc                                 | Le Parc          | La Chaise-Baudouin, Saint-Georges-de-Livoye |
| Ponts                                   | Tirepied-sur-Sée | Saint-Georges-de-Livoye, Vernix             |
| Saint-Senier-sous-Avranches Saint-Brice | La Godefroy      | Le Petit-Celland, Saint-Ovin                |

### Hydrographie
La commune est située dans le bassin Seine-Normandie. Elle est drainée par la Sée, le ruisseau de Saultbesnon, le ruisseau du Moulin du Bois, le fossé 01 de la Nolière, le fossé 01 de la Vauteurtre, le fossé 01 de la Vétillère, le fossé 03 de la Normandière, le fossé 11 du Hamel, le ruisseau de l'Étang et un autre petit cours d'eau,.
La Sée, d'une longueur de 79 km, prend sa source dans la commune de Sourdeval et se jette  dans le golfe de Saint-Malo en limite du Val-Saint-Père et de Vains, après avoir traversé 20 communes. 

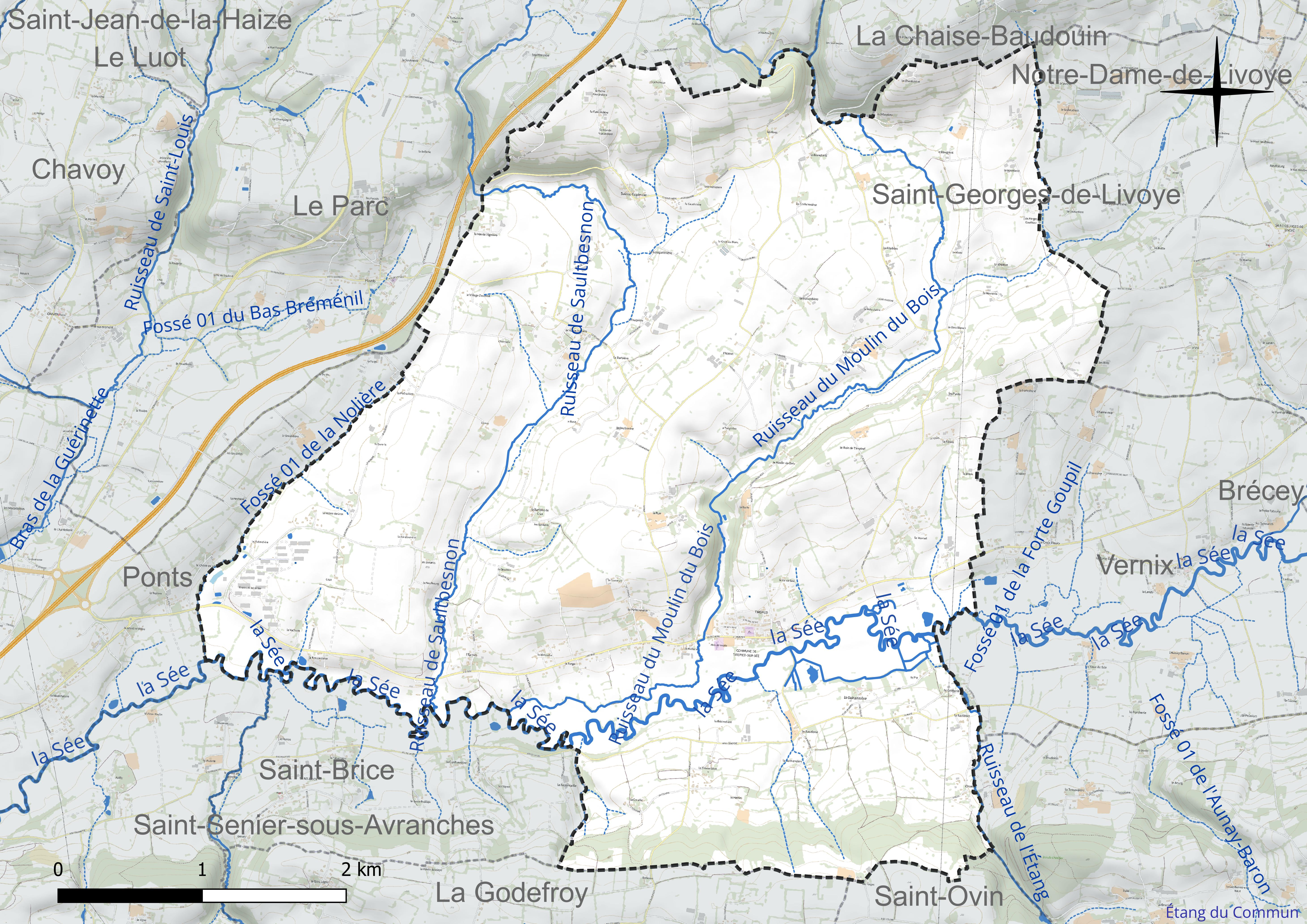
Réseau hydrographique de Tirepied-sur-Sée.

Le ruisseau de Saultbesnon, d'une longueur de 12 km, prend sa source dans la commune de La Trinité et se jette  dans la Sée sur la commune, après avoir traversé trois communes. 
Le ruisseau du Moulin du Bois, d'une longueur de 12 km, prend sa source dans la commune de La Chaise-Baudouin et se jette  dans la Sée sur la commune, après avoir traversé trois communes. 

### Climat
Pour des articles plus généraux, voir Climat de la Normandie et Climat de la Manche.
En 2010, le climat de la commune est de type climat océanique franc, selon une étude du CNRS s'appuyant sur une série de données couvrant la période 1971-2000. En 2020, Météo-France publie une typologie des climats de la France métropolitaine dans laquelle la commune est exposée à un climat océanique et est dans une zone de transition entre les régions climatiques « Normandie (Cotentin, Orne) » et « Bretagne orientale et méridionale, Pays nantais, Vendée ». Parallèlement le GIEC normand, un groupe régional d’experts sur le climat, différencie quant à lui, dans une étude de 2020, trois grands types de climats pour la région Normandie, nuancés à une échelle plus fine par les facteurs géographiques locaux. La commune est, selon ce zonage, exposée à un « climat contrasté des collines », correspondant au Bocage normand, bien arrosé, voire très arrosé sur les reliefs les plus exposés au flux d’ouest, et frais en raison de l’altitude.
Pour la période 1971-2000, la température annuelle moyenne est de 11 °C, avec une amplitude thermique annuelle de 11,4 °C. Le cumul annuel moyen de précipitations est de 932 mm, avec 13,8 jours de précipitations en janvier et 8,9 jours en juillet. Pour la période 1991-2020, la température moyenne annuelle observée sur la station météorologique la plus proche, située sur la commune de Saint-Hilaire-du-Harcouët à 19 km à vol d'oiseau, est de 11,5 °C et le cumul annuel moyen de précipitations est de 929,5 mm,. Pour l'avenir, les paramètres climatiques de la commune estimés pour 2050 selon différents scénarios d’émission de gaz à effet de serre sont consultables sur un site dédié publié par Météo-France en novembre 2022.

## Urbanisme

### Typologie
Au 1er janvier 2024, Tirepied-sur-Sée est catégorisée commune rurale à habitat très dispersé, selon la nouvelle grille communale de densité à sept niveaux définie par l'Insee en 2022.
Elle est située hors unité urbaine. Par ailleurs la commune fait partie de l'aire d'attraction d'Avranches, dont elle est une commune de la couronne,. Cette aire, qui regroupe 32 communes, est catégorisée dans les aires de moins de 50 000 habitants,.

## Toponymie
Tirepied est attesté sous la forme Tirepie en 1369 et 1373.
Le déterminant locatif « sur-Sée » est ajouté au toponyme Tirepied lors de la création de la commune en 2019. La Sée est un fleuve côtier normand qui se jette dans la baie du Mont-Saint-Michel.

## Histoire

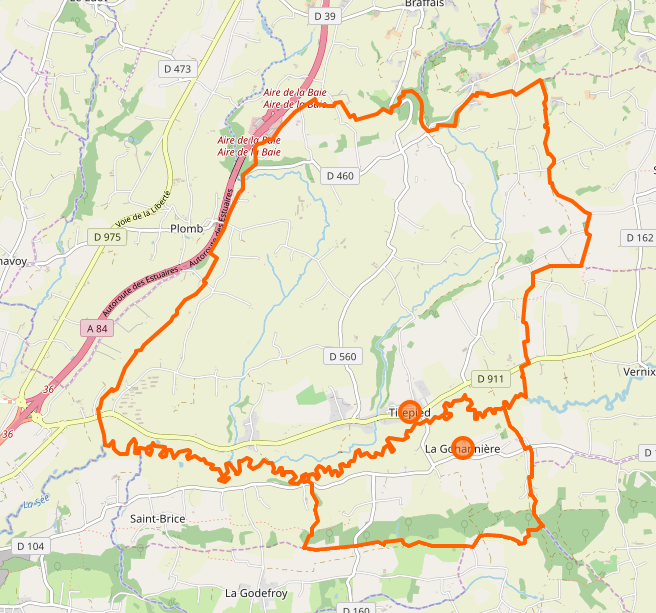
Carte de la commune nouvelle.

L'histoire de la commune est celle des anciennes communes fusionnées. Les deux bourg sont très proches : à peine 700 mètres.
En juillet 2018, les deux conseils municipaux évoquent leur rapprochement en ayant le souhait d'élargir le projet à la commune de Vernix pour dépasser le millier d'habitants.
En septembre 2018, les deux conseils municipaux votent la fusion,. L’arrêté préfectoral est pris le 27 septembre 2018 et aucune commune déléguée ne sera créée.

## Politique et administration
| Nom              | Code Insee | Intercommunalité               | Superficie (km2) | Population (dernière pop. légale) | Densité (hab./km2) |
| ---------------- | ---------- | ------------------------------ | ---------------- | --------------------------------- | ------------------ |
| Tirepied (siège) | 50597      | CA Mont-Saint-Michel-Normandie | 18,77            | 818 (2016)                        | 44                 |
| La Gohannière    | 50206      | CA Mont-Saint-Michel-Normandie | 3,78             | 118 (2016)                        | 31                 |

### Liste des maires successifs
| Période      | Période  | Identité        | Étiquette | Qualité           |
| ------------ | -------- | --------------- | --------- | ----------------- |
| janvier 2019 | En cours | Thierry Lemoine | SE        | Chef d'entreprise |

## Démographie
L'évolution du nombre d'habitants est connue à travers les recensements de la population effectués dans la commune depuis sa création.
En 2022, la commune comptait 953 habitants, en évolution de +1,82 % par rapport à 2016 (France hors Mayotte : +2,11 %).
| 2016 | 2021 | 2022 |
| ---- | ---- | ---- |
| 936  | 953  | 953  |

## Culture locale et patrimoine

### Lieux et monuments
Les lieux et monuments de la commune sont ceux des anciennes communes fusionnées.
- Église Sainte-Eugienne, d'origine romane, remaniée, abritant trois statues (sainte Eugienne, saint François d'Assise et Vierge à l'Enfant) classées à titre d'objets aux monuments historiques[31]. La cloche Louise-Victoire, portant inscription, est également classée.
- Église Notre-Dame (XVIIe siècle), au bord de la Sée, abritant une Vierge à l'Enfant également classée[32].
- Église Saint-Martin du XVIIIe siècle. Elle abrite trois statues classées à titre d'objets aux Monuments historiques[33].